# 가와이 도시노부
가와이 도시노부(일본어: 河合 季信, かわい としのぶ, 1967년 12월 19일~)는 일본의 쇼트트랙 선수이다. 1992년 동계 올림픽 5000m 계주에서 팀 동료 아카사카 유이치, 이시하라 다쓰요시, 가와사키 쓰토무와 함께 동메달을 획득했다. 1992년 이전에, 그는 1985년과 1987년 세계 쇼트트랙 선수권 대회에서 2개의 금메달을 획득했다.
그는 현재 쓰쿠바 대학교에서 일하고 있다.